# Вилавернија
Вилавернија (итал. Villalvernia) је насеље у Италији у округу Алесандрија, региону Пијемонт.
Према процени из 2011. у насељу је живело 953 становника. Насеље се налази на надморској висини од 165 м.

## Становништво
| 1931. | 1936. | 1951. | 1961. | 1971. | 1981. | 1991. | 2001. | 2011. |
| ----- | ----- | ----- | ----- | ----- | ----- | ----- | ----- | ----- |
| 868   | 851   | 817   | 926   | 957   | 965   | 914   | 932   | 966   |